# Jedinečná šance (skladba)
„Jedinečná šance“ je třetí a poslední singl brněnské progressive rockové skupiny Futurum. Vydán byl v roce 1987 (viz 1987 v hudbě) vydavatelstvím Supraphon.
Singl „Jedinečná šance“ pochází z druhého alba Futura Jedinečná šance. Obě skladby jsou shodné na singlu i na velké vinylové desce, obě napsal klávesista a zpěvák Roman Dragoun a texty je opatřila básnířka Soňa Smetanová. Na A straně singlu se nachází skladba „Jedinečná šance“, B stranu zabírá píseň „Voda“.

## Seznam skladeb
1. „Jedinečná šance“ (Dragoun/Smetanová) – 4:44
2. „Voda“ (Dragoun/Smetanová) – 4:38

## Obsazení
- Futurum
  - Emil Kopřiva – elektrická kytara, vokály
  - Lubomír Eremiáš – baskytara
  - Roman Dragoun – klávesy, zpěv
  - Leopold Dvořáček – saxofon, perkuse
  - Jan Seidl – bicí
- Ivan Minárik – klávesy